# 湾湖 (佛罗里达州)
湾湖（英語：Bay Lake），是美国佛罗里达州下属的一座城市。建立于1967年。面积约为54.7平方公里（约合21.1平方英里）。根据2010年美国人口普查，该市有人口47人。论人口在本州排行第405。是佛羅里達州內兩個由華特迪士尼公司控制的行政區之一，另一個是布埃納文圖拉湖。